# 어클레임드 뮤직
어클레임드 뮤직(영어: Acclaimed Music)은 스웨덴의 스톡홀름에 살던 통계학자 헨리크 프란손이 만든 웹사이트로 2001년 9월 만들어졌다. 프란손은 통계적으로 노래와 음반을 각 연도, 연대, 역대 순위로 나누었고, 순위를 매기는 수백여 개의 출판사 및 매체의 목록을 집계하였다. 독자가 잡지나 웹사이트에 제출해 선정한 목록은 집계에서 제외된다. 작가 미켈란젤로 마토스는 "프란손의 방법은 불완전하지만, 전반적인 평가의 지표로는 그것을 이기기는 어렵다"고 호평하였다.
2020년, 역대 최고의 음반은 1966년에 발표된 비치 보이스의 “Pet Sounds”이며, 가장 높은 순위의 노래는 밥 딜런의 ‘Like a Rolling Stone’이 꼽히고 있다. 그리고 비틀즈, 밥 딜런, 마돈나는 가장 극찬을 받는 밴드, 남자 솔로, 여자 솔로 가수이다.

## 같이 보기
- Unterberger, Andrew (2014년 10월 6일). “Why 1991 Was the Best Musical Year of the '90s”. 《Billboard》. 2017년 6월 17일에 확인함.
- Sullivan, Steve (2013년 10월 4일). 《Encyclopedia of Great Popular Song Recordings, Volume 2》. Scarecrow Press. viii쪽.
- Breeding, Andy (2004). 《The Music Internet Untangled: Using Online Services to Expand Your Musical Horizons》. Giant Path Pub. 108쪽.
- Mendelsohn, Jason; Klinger, Eric (2014년 2월 14일). “Counterbalance Special Report”. 《PopMatters》. 2017년 6월 17일에 확인함.